# King Ghetto Mike
King Ghetto Mike précédemment Ghetto Mike, connu sous le nom à l'état-civil de Chawki Kamel Dieudonné est un rappeur et auteur-compositeur-interprète, producteur togolais. Il chante principalement en anglais avec un style varié d'afrobeat.
C'est en 2022, après 5 ans de carrière qu'il acquiert un succès international grâce à la chanson Heaven is Smiling en featuring avec Peter Okoye du célèbre groupe P-Square. Cette collaboration est une première entre un artiste togolais et nigérian qui a même dépassé la barre du million de vues en moins d'une semaine,,.

## Biographie

### Enfance et études
Né le 29 août 1982 à Togoville, il découvre sa passion pour la musique en 1998. Ses premières expériences se déroulent au studio Colibri, où il collabore avec le groupe Klossal. Peu après, il fonde son propre groupe, le Microphone Soldier, affirmant ainsi son engagement dans le monde musical.

## Carrière musicale
Il commence sa carrière au début des années 2000 sous le nom de scène Ghetto Mike mais c'est en  2007 qu'il se fait se fait remarquer grâce à la chanson Do you feel me, extraite de son album éponyme Ghetto Mike et cartonne en 2011 avec la chanson Kpakpato
En 2012, il lance le projet musical Voodoua, qui ne rencontre pas le succès escompté. En 2014, il fait son retour sur la scène musicale sur le nom de King Ghetto Mike, avec des titres porteurs d'espoir comme Essomelagnon et Par milliers, aux côtés de Chorus Melo, Mc Bogagah, Mc Jehovah, Mr Kurones et Jaynzy
En fin d'année 2023, il  dévoile le projet HipHop is back ,réunissant des artistes tels que Rx Patou, Yaovi Kheteti, Eric Mc, Small Poppy, El Pidio Lupo, Black T Igwe et bien d'autres... suivi en 2024 de la prochaine version HipHop is back 2 en collaboration avec Eric Mc.

## Vie privée
Au début de 2014, il est victime d'un grave accident de circulation, qui s'est suivi de trois années de rééducation, ce tragique événement a freiné un peu dans sa carrière musicale et adopte à la même année; le nom de King Ghetto Mike

## Discographie

### Album
- 2009 :  The Warning Chapter 1[3]

### Singles
- 2007 : Do you feel me[3]
- 2011 : Kpakpato[2]
- 2011 : Maximum Mensonge (featuring Folo)[3],[2]
- 2019 : Ano[8]
- 2019 : Essomelagnon [4]
- 2019 : Par milliers (featuring Kings & Chorus Melo & Mc Bogagah & Mc Jehovah & Mr Kurones et Jaynzy)[1]
- 2021 : De mes rêves et N’kor (featuring Chorus Melo)[1]
- 2022 : Heaven is Smiling (featuring Peter Okoye)[9]
- 2023 : HipHop is Back (featuring Rx Patou & Yaovi Kheteti & Eric Mc & Small Poppy & El Pidio Lupo et Black T Igwe)[1],[2]
- 2024 : HipHop is Back2 (featuring Eric MC)[10],[11]
- Don’t cry, Lord, Africa Reality, Malonwo et Halleluyah

## Distinctions
- 2024 : Récompenses pour le Meilleur Clip Vidéo à Eucher Music Award et tableau d'honneur aux Sagbado Music Awards[2],[3]